# Theodor-Heuss-Gymnasium Mühlacker
Das Theodor-Heuss-Gymnasium (THG) in Mühlacker im Enzkreis in Baden-Württemberg ist benannt nach dem im nahe gelegenen Brackenheim geborenen ersten Bundespräsidenten der Bundesrepublik Deutschland, Theodor Heuss.
Am Theodor-Heuss-Gymnasium werden derzeit 830 Schüler von 73 Lehrern unterrichtet (Stand Schuljahr 2023/24). Im Jahr 2004 wurde mit der Einführung des achtjährigen Gymnasiums (G8) auch ein bilingualer Zug eingerichtet. Die Schüler werden bei entsprechender Leistungsfähigkeit ab Klasse 6 in bestimmten Sachfächern zweisprachig unterrichtet. Erst nach der 5. Klasse entscheidet sich, wer überhaupt den bilingualen Zug wählen darf.
Das Theodor-Heuss-Gymnasium bietet unabhängig von der Teilnahme am bilingualen Zug ein naturwissenschaftliches und ein sprachliches Profil. Die Fremdsprachenfolge ist Englisch (ab Klasse 5) und Französisch oder Latein (ab Klasse 6). Im sprachlichen Profil folgt ab Klasse 8 die dritte Fremdsprache Spanisch und im naturwissenschaftlichen Profil das Fach Naturwissenschaft und Technik. Seit dem Schuljahr 2016/17 ist auch ein Sportprofil wählbar.

## Geschichte
Als Vorläufer gilt die 1889 gegründete Realschule Dürrmenz-Mühlacker. Der Standort der Schule wechselte mehrfach, zunächst war sie im Gebäude der heutigen Ulrich-von-Dürrmenz-Grundschule untergebracht. Ab 1937 trug sie die Bezeichnung Oberschule für Jungen und wurde zu dieser Zeit von ungefähr 180 Schülern besucht. 1946 wurde zunächst im Probebetrieb eine Oberstufe eingerichtet, am 11. März 1954 wurde dann die Oberschule offiziell zum Gymnasium erweitert. 1972 wurde der erste Bauabschnitt des heutigen Standorts fertiggestellt. Seit diesem Jahr trägt sie auch den Namen des einstigen Bundespräsidenten. Seit Oktober 2021 steht das THG unter der Leitung von Steffen Rupp.

## Bekannte Persönlichkeiten, die vor Ort gewirkt haben
- Wolfhard Bickel, Musikpädagoge, unterrichtete 1977–2013 Musik, gründete und leitete das Schulorchester, das zum Sinfonieorchester heranwuchs
- Karl Knöller, Heimatforscher, Schriftsteller und Komponist, ab 1901 Hauptlehrer an der Vorgängerschule Realschule Dürrmenz-Mühlacker

## Bekannte Schüler
- Stefanie Seemann, Abitur 1978, Landtagsabgeordnete
- Jasmin Bayer, Abitur 1979, Jazzsängerin, Komponistin und Songtexterin[1]
- Frank Schneider, Abitur 1981, Oberbürgermeister von Mühlacker
- Stefan Mappus, Abitur 1985, 2010–2011 Ministerpräsident von Baden-Württemberg
- Udo Spreitzenbarth, Abitur 1985[2], Mode- und Kunstfotograf[3][4]
- Matthias Bader, Abitur 2015, Fußballspieler